# چویس۳۷
چویس۳۷ (انگلیسی: Choice37؛ زادهٔ) موسیقی‌دان اهل ایالات متحده آمریکا است.